# ENEOSグローブ
ENEOSグローブ株式会社（エネオスグローブ）は、液化石油ガス（LPG）の輸入・販売を行っている日本の元売企業。
三井物産グループと丸紅グループの液化ガス事業統合に伴い、2008年4月1日に三井液化ガスと丸紅ガスエナジーが合併して誕生した三井丸紅液化ガスと、JX日鉱日石エネルギー（現・ENEOS）のLPガス事業を統合したENEOSグループの会社である。ENEOS傘下には、同業のジャパンガスエナジー（旧ジャパンエナジー・日商・伊藤忠系）も存在する。

## 沿革
- 1960年（昭和35年）6月 - ブリヂストン液化ガス株式会社設立。
- 1966年（昭和41年）8月 - 三井物産と資本提携。
- 1981年（昭和56年）3月 -（旧）三井液化ガスに社名変更。
- 1991年（平成3年）4月 - 三井石油と合併。
- 2004年（平成16年）12月 - 三井石油からLPG事業を分離独立、（新）三井液化ガス設立。
- 2008年（平成20年）4月 - 丸紅ガスエナジーと合併、三井丸紅液化ガスに社名変更。
- 2010年（平成22年）8月 - JX日鉱日石エネルギーと、LPG事業の統合で合意。
- 2011年（平成23年）3月 - JX日鉱日石エネルギーのLPG事業と統合し、ENEOSグローブ株式会社発足。
- 2012年（平成24年）4月 - 前身会社からそのまま使っていたLPG事業に伴うブランド名を「ENEOS」に統一。